# Ambulanshelikopterflyg

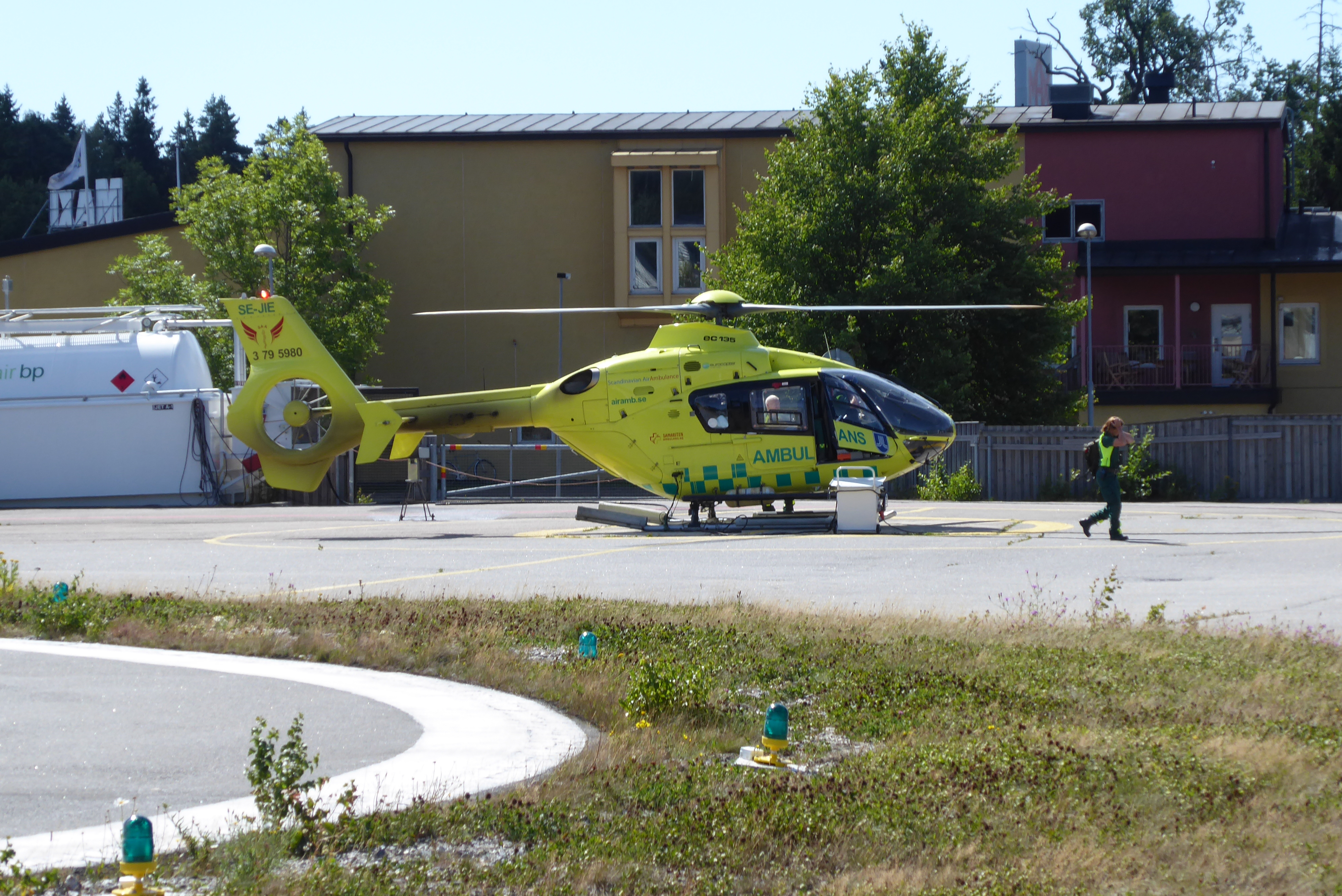
Ambulanshelikopter för Stockholms läns landsting från Babcock Scandinavian Air Ambulance på dåvarande basen Mölnvik heliport i Gustavsberg, 2016

Ambulanshelikopterflyg är en akutsjukvårdstjänst med ambulanshelikoptrar. Internationellt användes begreppet HEMS, Helicopter Emergency Medical Service.

## Sverige
Det finns i Sverige åtta baser för ambulanshelikoptrar, varav Babcock Scandinavian Air Ambulance driver fem och Svensk Luftambulans tre.
Landstingen och regionerna som sjukvårdshuvudmän organiserar den helikopterambulanssjukvård som de anser vara behövlig. De upphandlar i flertalet fall flygoperativ tjänst vart och ett för sig. Några landsting och regioner organiserar sedan 2014 flygoperativ verksamhet genom  Kommunalförbundet Svensk Luftambulans.
Några landsting och regioner, främst i södra Sverige, driver inte ambulanshelikopterverksamhet.

## Danmark
De fem regionerna i Danmark ansvarar från 2014 för en landsomfattande ambulanshelikoptertjänst genom "Den Landsdækkende Akutlægehelikopterordnings styregruppe".
Baser för ambulanshelikoptrar i Danmark finns i Billund, Skive och Ringsted. Dessa drivs av norska Norsk Luftambulanse AS, som är ett dotterbolag till den norska "Stiftelsen Norsk Luftambulanse". Ambulanshelikopterflyget använder tre helikoptrar av typ Eurocopter EC 135 P2e.

## Finland
Den finska staten äger sedan 2020 bolaget Finnhems Oy, vilket svarar för organisation av läkarambulanshelikoptrar i Finland, exklusive Åland, från sex ambulansflygbaser. Flygoperativa tjänster har upphandlats av Skärgårdshavets Helikoptertjänst (tre baser) och Babcock Scandinavian Air Ambulance (tre baser).
Ålands landskapsregering organiserar ambulanshelikoptertjänst för Åland. Skärgårdshavets Helikoptertjänst sköter den flygoperativa verksamheten.

## Island

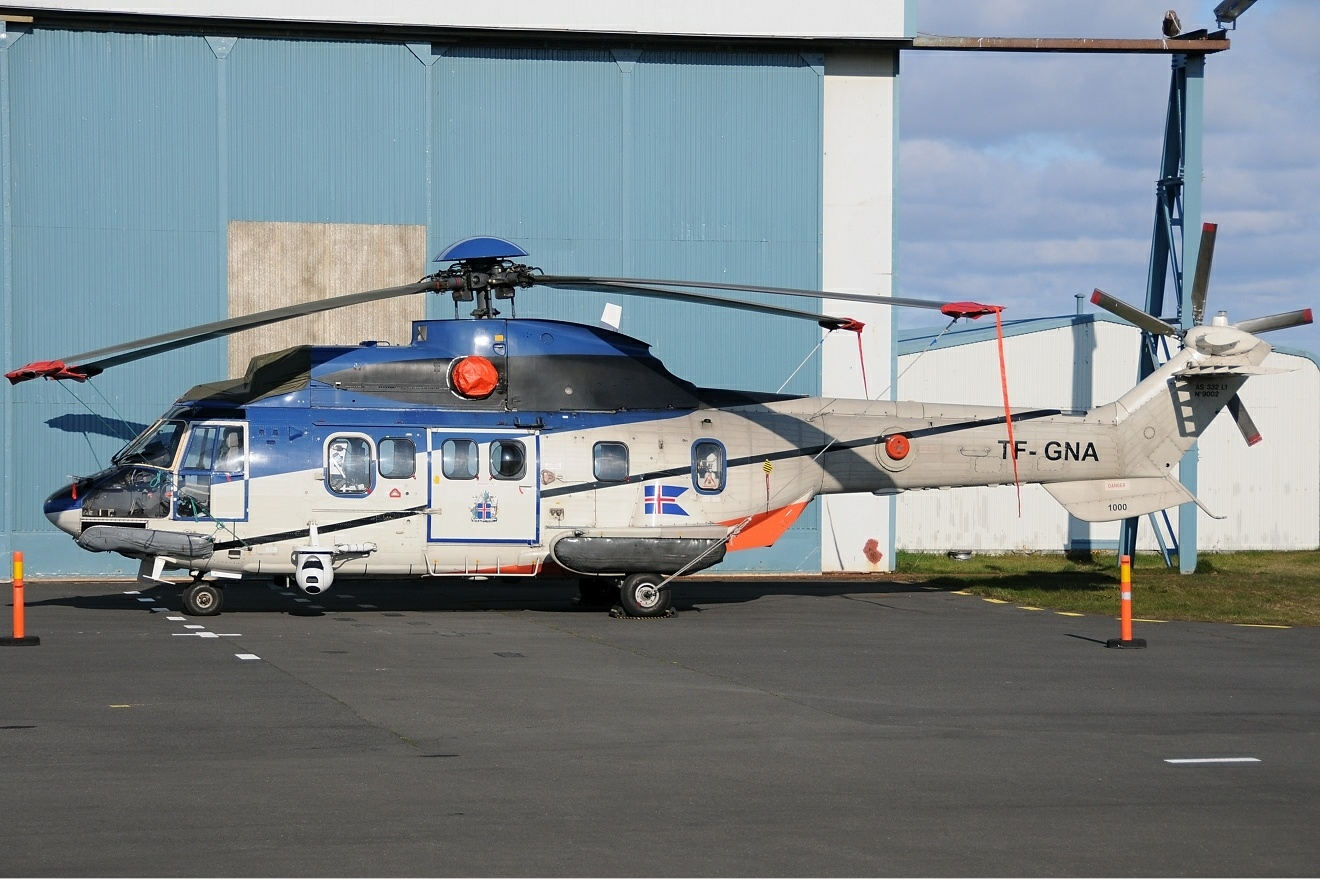
Isländsk helikopter från Kustbevakningen av typ Eurocopter AS332 Super Puma, 2012

Ambulanstransporter med flyg sker i Island huvudsakligen med flygplan. Vi behov av helikoptertransport används helikopter från Kustbevakningen, som disponerar tre helikoptrar av typ Eurocopter AS332 Super Puma. Dessa är baserade i Reykjavik.

## Norge
Ambulansflyg i Norge är sedan 1988 en statligt finansierad verksamhet, för vilken de fyra offentliga regionala hälsoföretagen ansvarar. Dessa organiserar Luftambulansetjenesten HF, tidigare Helseforetakenes nasjonale luftambulansetjeneste ANS. 
År 2016 drevs verksamheten på tolv ambulanshelikopterbaser, varav Ålesund, Brønnøysund och Tromsø drivs av Lufttransport AS och de övriga åtta i Trondheim, Førde, Bergen, Stavanger, Arendal, Ål i Hallingdal, Lørenskog, Dombås och Evenes drivs av Norsk Luftambulanse AS. Militära räddningshelikoptrar av typen Sea King från det norska flygvapnet används också för ambulanstransporter i vissa fall.